# محمد بن نور
محمد بن نور السامي القرشي ، والي عباسي أيام الدولة العباسية ، كان له تاريخ مع سلطنة عمان ، إذا أنه عرف بمحاولته تدمير المنابع المائية والأفلاج في عمان وخاصة عين الكسفة. ولذلك عرف فيما بعد عند العمانيين باسم محمد بن بور ، حيث أمر بإلقاء الصوف والشوك فيها ثم طمرها بالتراب ولكن بعد فترة انبثقت العين من جانب آخر وهو المكان المشاهد حالياً ويقع المكان القديم بجانب العين الحالية.

## مقالات متعلقة
- عين الكسفة